# Gorges de Galamus
Les gorges de Galamus sont un passage étroit entre les départements français de l'Aude (Cubières-sur-Cinoble) et des Pyrénées-Orientales (Saint-Paul-de-Fenouillet).
Elles ont été creusées par l'Agly dans le chaînon nord du synclinal de Fenouillèdes.

## Géographie

### Situation

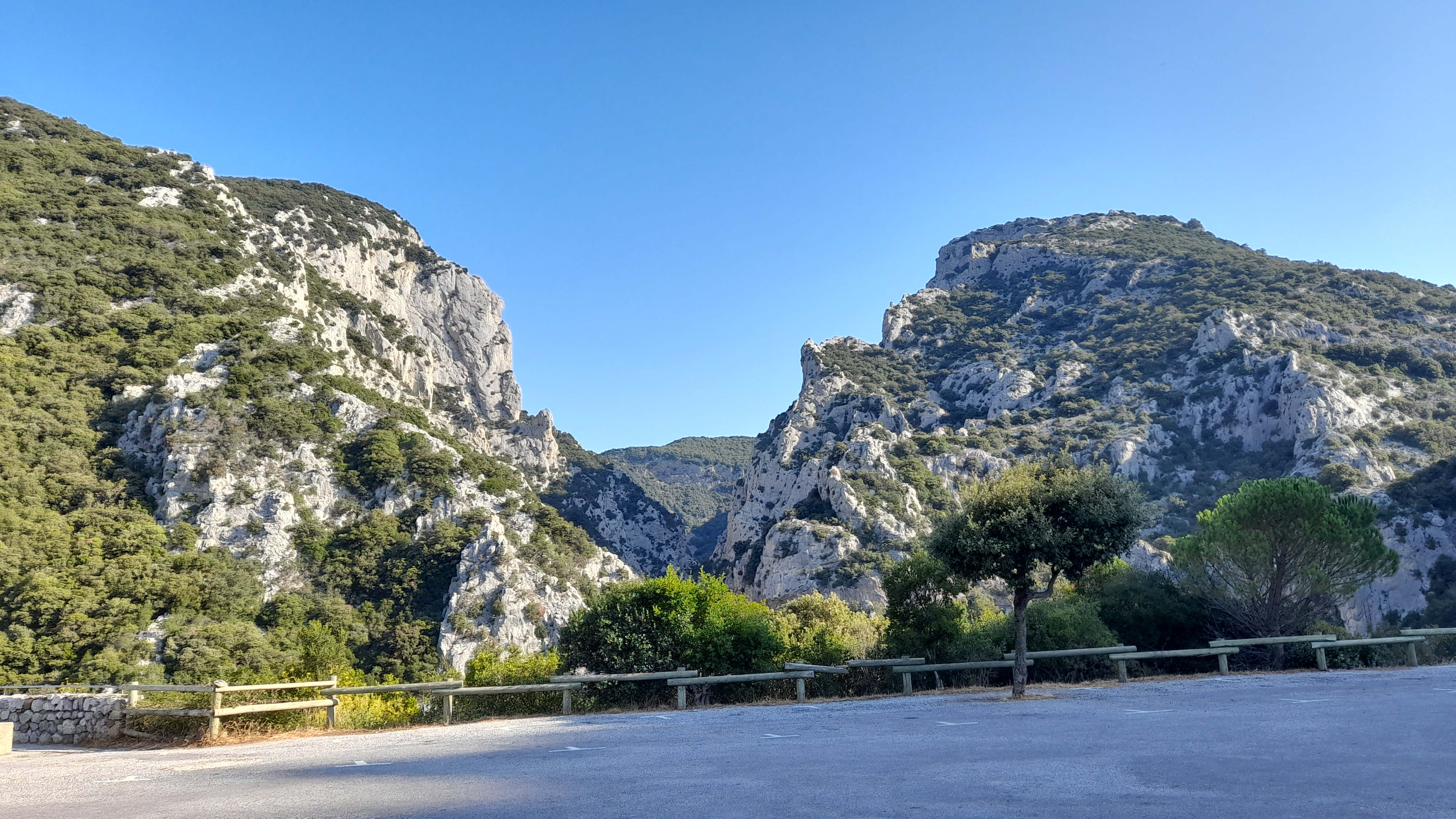
Gorges de Galamus vues depuis le parking no 2 du Belvédere (Pyrénées-Orientales).

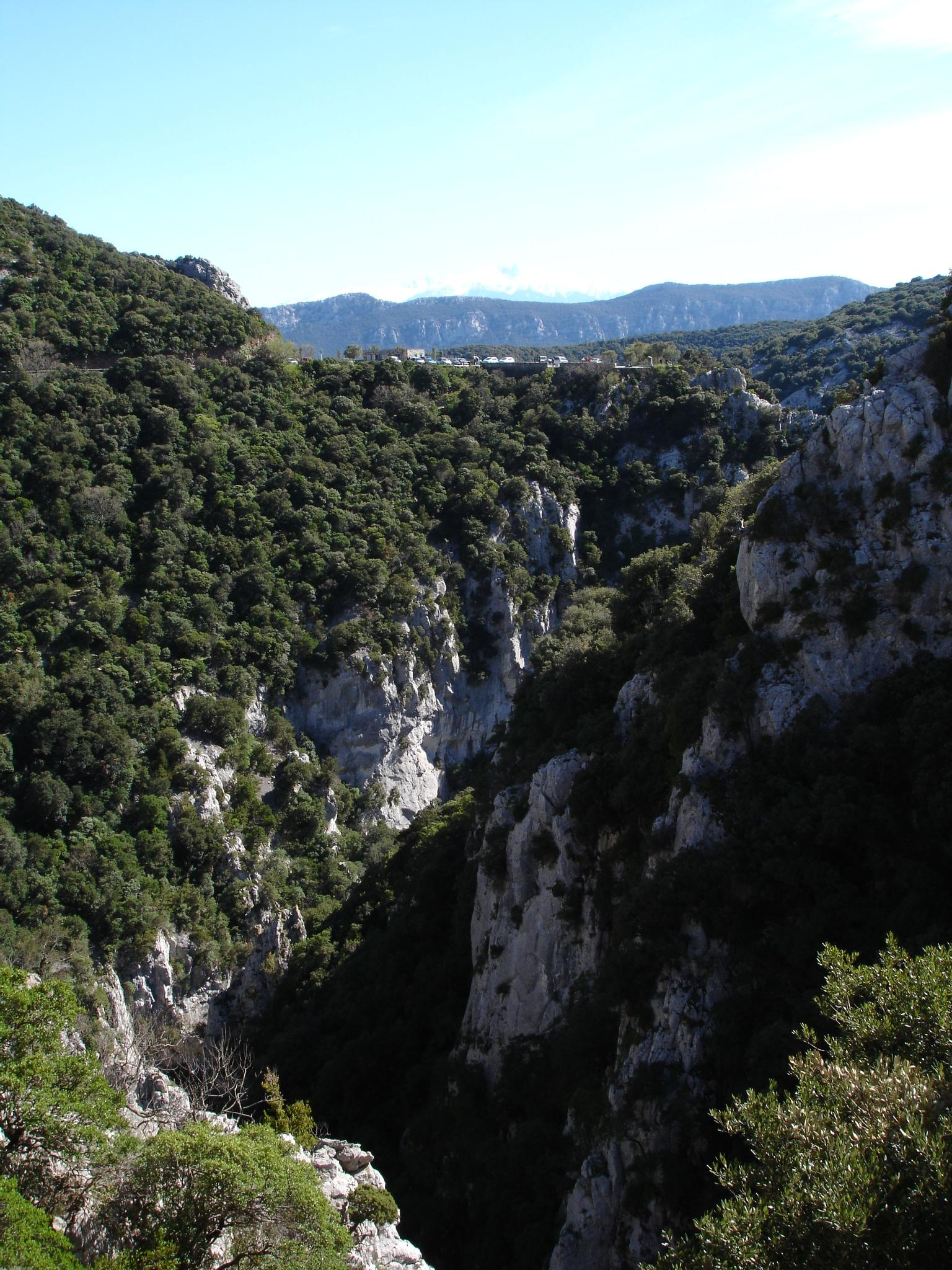
Les gorges de Galamus en été.

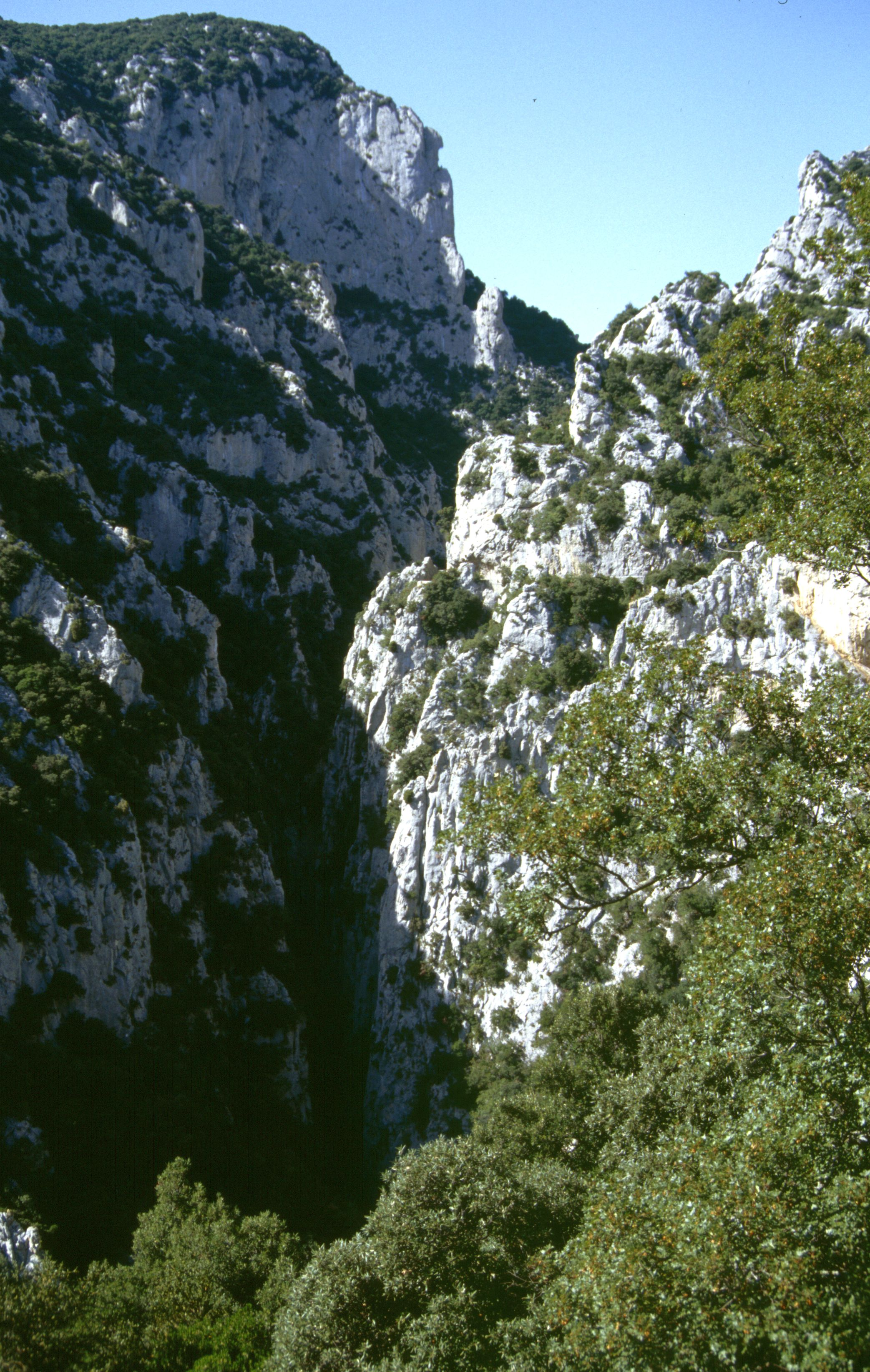
Des gorges étroites…

À vol d'oiseau, les gorges de Galamus sont à 38 km ouest-nord-ouest de Perpignan et à 7,5 km à l'ouest du château de Peyrepertuse - ce dernier sur la route des châteaux cathares,.
Situées à la frontière du département de l'Aude et du département des Pyrénées-Orientales, elles relient les communes de Cubières-sur-Cinoble au nord dans l'Aude, et Saint-Paul-de-Fenouillet au sud dans les Pyrénées-Orientales. Longues d'environ 5 km (le parcours touristique fait seulement environ 2 km), elles sont orientées suivant l'axe nord-sud,.
Elles se trouvent aussi à l'extrémité est de la petite chaîne montagneuse « Fanges - Roc Paradet », orientée est-ouest et dont l'extrémité ouest est marquée par les gorges de la Pierre-Lys, ces dernières creusées par le fleuve Aude,.

### Hydrologie
L'Agly ou « rivière des Aigles », qui coule au fond des gorges de Galamus dans le sens nord-sud, est un petit fleuve côtier venu du Pech de Bugarach où il prend source environ 10 km en amont des gorges de Galamus,.
Il a creusé cette entaille profonde de plusieurs dizaines de mètres dans la roche. Cette même rivière a creusé au sud de Saint-Paul-de-Fenouillet la clue de la Fou, une cluse dans le chaînon sud du synclinal du Fenouillèdes, autre barrière calcaire.
Le creusement originel des gorges de Galamus a commencé dans le sens sud-nord ; témoins la présence dans cette vallée de galets cristallins provenant du massif de l'Agly plus au sud ; cette inversion indique que le massif a basculé tardivement vers le sud.
Les rapides et leurs tourbillons créés par la forte pente font éroder les galets allochtones par leurs propres sables abrasifs ; ils suppriment les éboulis, créent des marmites de géant et des terrasses rocheuses. La zone de l'ermitage à Galamus inclut (comme à Pierre-Lys) des terrasses rocheuses et ne montre pas de dépôts de pente ; ces deux caractéristiques sont dues à l'eau sapant la base des parois, ce qui crée un surplomb 2 ou 3 m au-dessus de la rivière. Dans ce contexte, aucune chronologie ne peut être rattachée à ces terrasses rocheuses discontinues (que l'on retrouve aussi dans le défilé de Saint-Georges).
Éboulis et alluvions sont rares dans les gorges de Galamus, surtout dans leur partie supérieure au nord. Les strates géologiques étant très redressées, le lit de la rivière est marquée par de nombreux ressauts, qui engendrent des remous et des dépôts de tufs sous forme de grands gours situés à la crête des barres, ou de demi-dômes déposés en contrebas de celles-ci. Ces tufs semblent s'être mis en place uniquement dans le lit d'étiage de la rivière, ce qui indique presque certainement un phénomène récent (une tendance également indiquée par les fortes teneurs en Na et So4). Par opposition, les épaisses couches de tuf que l'on trouve en aval sont dues à la source Tirounère.

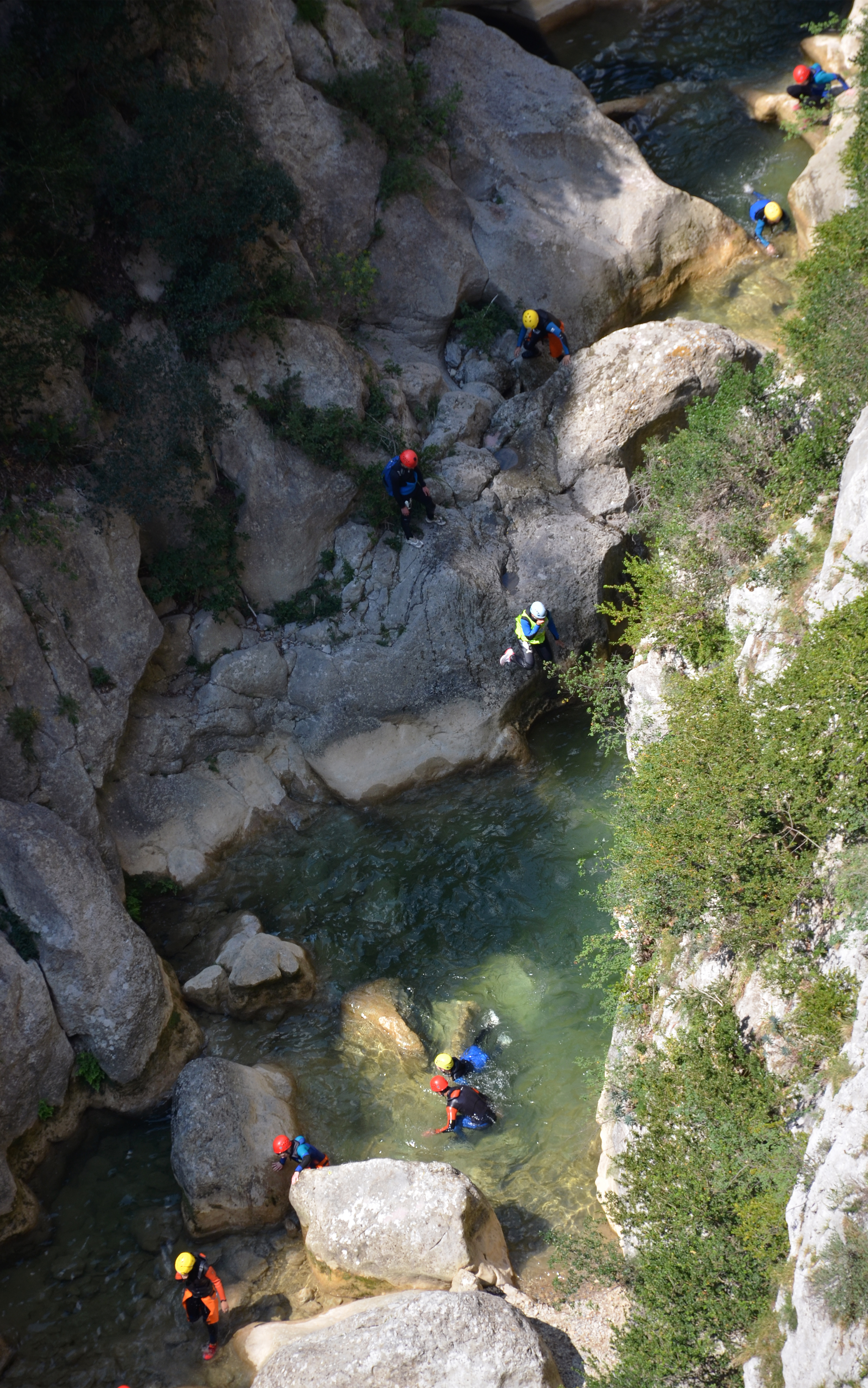
Blocs de pierre déchaussés des parois.

Les parois des gorges évoluent par l'action de divers mécanismes, dont :
- la simple gravité, qui agit notamment sur la partie haute des parois de Galamus en amont de l'Ermitage où sont visibles des fentes de décollement importantes. Comme le sommet des parois recule ainsi plus vite que les parties plus basses, les parois acquièrent un profil en marches d'escalier[10] ;
- la colonisation des joints, diaclases et fentes de décollement par des arbustes, notamment des genévriers ou la « baouco », à caractère plus xérique ; ces plantes accélèrent le démantèlement des parois par pression et dissolution[10] ;
- la rivière sape les blocs de pierre qui finissent par se déchausser, ce qui crée un profil d'escalier inversé et des surplombs. Les blocs tombés se superposent parfois à des éboulis périglaciaires[10].

Les gorges s'approfondissent par le déblaiement des alvéoles à l'aval - et vraisemblablement pas par des effets tectoniques de la nappe des Corbières, qui est ici solidaire du socle.

### Géologie
Les gorges sont dans la zone nord-pyrénéenne (qui longe le nord des Pyrénées), avec le front du chevauchement frontal nord-pyrénéen passant à l'extrémité nord des gorges,.
Ce front de chevauchement borde par le nord le chaînon nord du synclinal de Fenouillèdes ; ce synclinal a déformé les couches de calcaires massifs (déposés au Jurassique (~ 200 à 145 Ma) et au Crétacé (~ 145 à 66 Ma)), par plissement lors de la surrection des Pyrénées il y a environ 55 millions d’années (Éocène moyen - supérieur, ~ 40 à 34 Ma).
Les gorges de Galamus sont presque entièrement situées dans ces terrains du Jurassique, avec quelques zones datant du tout début du Crétacé : l'Agly recoupe des strates de calcaires massifs allant du Lias (ou Jurassique inférieur) à l'Aptien inclus (avant-dernier étage du Crétacé inférieur).
Les formes originales des grottes, avens, gorges, lapiaz ont été rendues plus tourmentées par les plissements provoqués par la formation des Pyrénées. Cet endroit contient du tuf calcaire, formé par des sources d'eau froide (alors que le travertin se forme dans des eaux chaudes).
Il y avait une carrière de tuf près de la source de la Tirounère.
Les gorges sont découpées dans un relief karstique dû à l'action de l'eau s'infiltrant dans des roches calcaires. La karstification du massif a commencé pendant le Néogène (23 à 2,5 Ma), dans la surface aplanie lors de l'Éogène (66 à 23 Ma).
L'activité hydrologique du massif Fanges - roc Paradet est intense sous sa surface : sous terre, l'Agly continue à creuser son lit d’ouest en est : la circulation de l'eau souterraine est perpendiculaire aux cours de l'Agly et de l'Aude. La source de la Tirounère, à l'extrémité sud des gorges, est une résurgence de cette eau profonde ; elle a un débit moyen estimé à 300 l/s et des crues estimées à 1 m3/s et drainerait l'ensemble du système hydraulique Fanges-Roc de Paradet ; elle est un indice thermal de circulations profondes. Elle fournit l'eau du syndicat intercommunal de Saint-Paul-Lesquerde. Son eau est bicarbonatée calcique et magnésienne, avec une minéralisation de 0,5 g/l ; elle a une teneur en sulfate élevée : 160 mg/l. Lors de fortes pluies, des cascades à pression émergent des gorges de Galamus (ainsi que des falaises du Pech de Bugarach et des pentes de Peyrepertuse et de Quéribus).

## Histoire

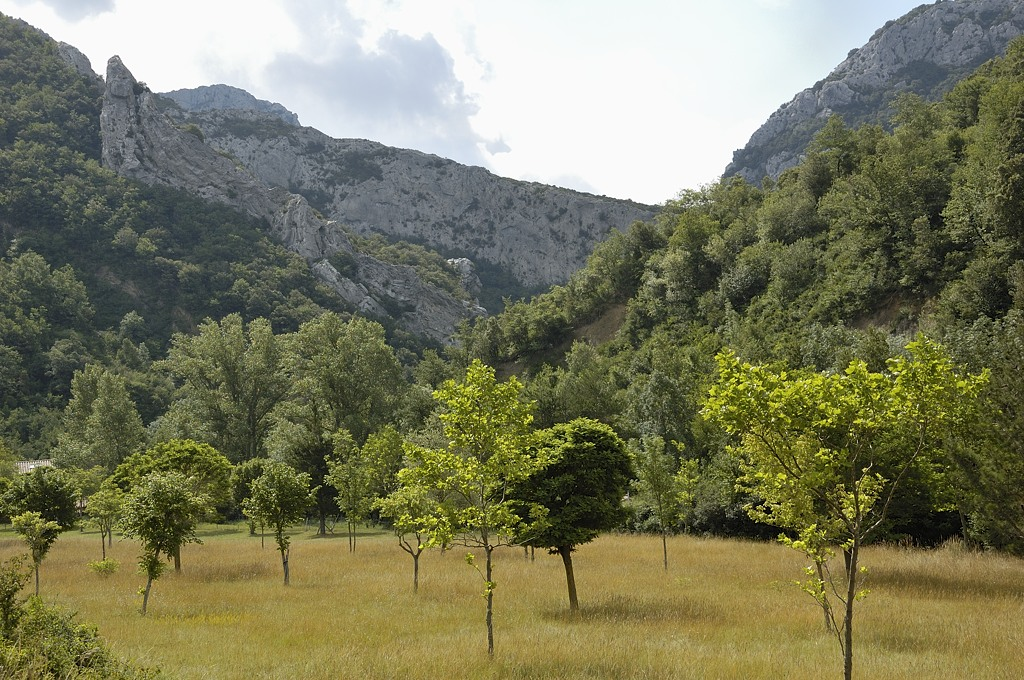
Vue depuis le nord.

Les gorges de Galamus sont une des curiosités naturelles les plus remarquables des Pyrénées. Mais les gorges et le cirque de Galamus se sont inscrits dans la tradition locale bien avant que le tourisme s'en mêle. Pour les gens du cru c'était, au bout d'un sentier escarpé, un lieu-dit avec un vallon boisé entouré de rochers, avec une flore riche et diversifiée ; depuis les fondateurs de la botanique méditerranéenne de la fin du XVIIIe siècle, la combe de Galamus a été une station botanique des plus réputées - entre autres l'abbé Pourret y a collecté des échantillons pour son Histoire générale de la famille des cistes (1783). Elle a aussi attiré géologues, ornithologues et entomologistes.
Mais longtemps avant que ces deux derniers siècles fassent du lieu un endroit pour naturalistes et touristes, il y avait deux pèlerinages par an. La première trace écrite du sanctuaire date de 1474. En 1775, l'ermite du temps visite Rome et reçoit pour l'autel de Galamus une dizaine de reliques et le privilège de la dévotion Via crucis. Le saint est aussi invoqué lors de calamités,comme la sécheresse de 1733 qui amène une procession des pénitents blancs de Quillan, ou la paroisse de Saint-Paul qui processionne contre la suette miliaire en 1782. Le lundi de Pâques rassemble à Galamus les gabachs, c'est-à-dire les villages du côté languedocien : principalement le Fenouillèdes et les communes des Hautes-Corbières limitrophes (Camps, Cubières, Soulatgé). Par contre le lundi de la Pentecôte est plutôt réservé aux Catalans, les gens d'en bas, du Roussillon - mais des Saint-Paulais y vont aussi. Et la participation à ces dévotions rituelles permet aussi aux nouveaux venus ou aux exclus de bonnes maisons de se faire admettre des populations locales. L'ermite veille sur le lieu - lui qui est aussi, d'une autre façon, le veilleur de la vie secrète, sauvage et parfois participe des mystères interdits. Bien d'église, le sanctuaire est vendu comme bien national pendant la Révolution et acheté par un habitant de Saint-Paul ; à sa mort, les héritiers gardent les terres arrosables et donnent l'ermitage au Bureau de bienfaisance. Puis l'ermitage devient la propriété de la municipalité et est géré par le Bureau d'aide sociale.
La religion n'est pas le seul marqueur de l'endroit, tant s'en faut. Un manuscrit de la fin XVIIIe siècle indique qu'un nid d'aigle installé dans les gorges sur un gros rocher en débord au sommet de la montagne « servait de cadran solaire à toute la contrée ». Il y avait aussi le rituel des escargots. En 1886, vingt-cinq espèces et variétés de gastéropodes sont répertoriées dans ce vallon de Galamus — contre seulement six au pont de la Fou, sur l'Agly au sud de Saint-Paul de Fenouillet. Mais l'ermite ne ramasse que les Helix aspersa - le cagaròl -, à la fin du mois de mars au sortir de leur hibernation. Ils sont cuits à la cargolade lors des pèlerinages. Il y a aussi la sabine, le génévrier Juniperus phoenicea, collectivement associé au site de Galamus sur 20 km à la ronde - même si elle pousse ailleurs aussi. Dioscoride et Pline sont les premiers à avoir listé ses vertus : elle réduit les abcès, nettoie les plaies, « fait sortir de la matrice les fœtus morts » ; c'est un puissant emménagogue, elle guérit la gale et les ulcères des brebis, sa décoction règle l'humeur hystérique des juments et donne de l'ardeur aux chevaux. Elle est aussi abortive.

### L'ermitage Saint-Antoine de Galamus
Mentionné depuis le XVe siècle, l'ermitage et la chapelle aménagés par les moines franciscains sont situés en contrebas de la route, sur la paroi rocheuse et dans une grotte naturelle de la falaise.

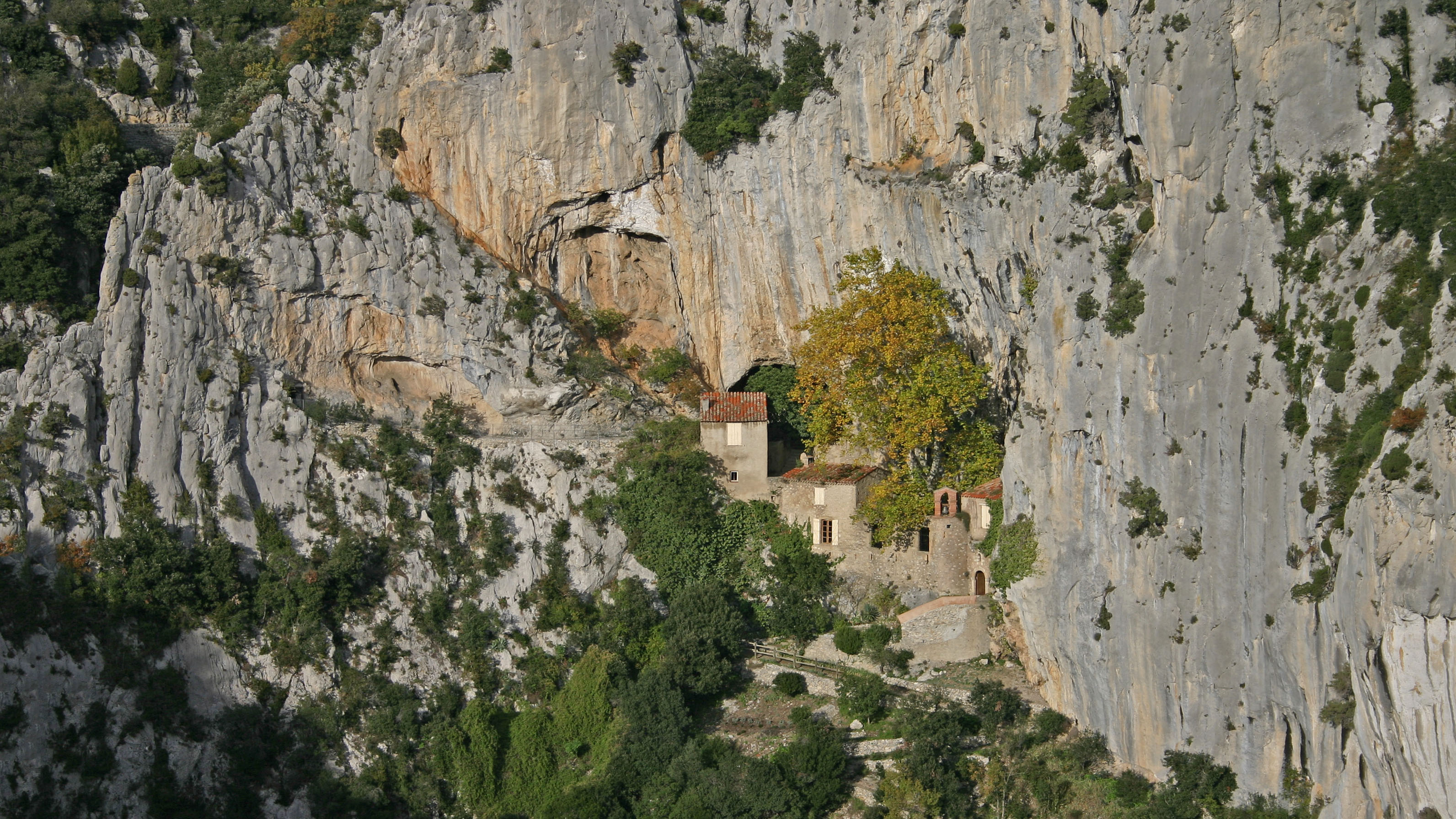
L'ermitage Saint-Antoine de Galamus.
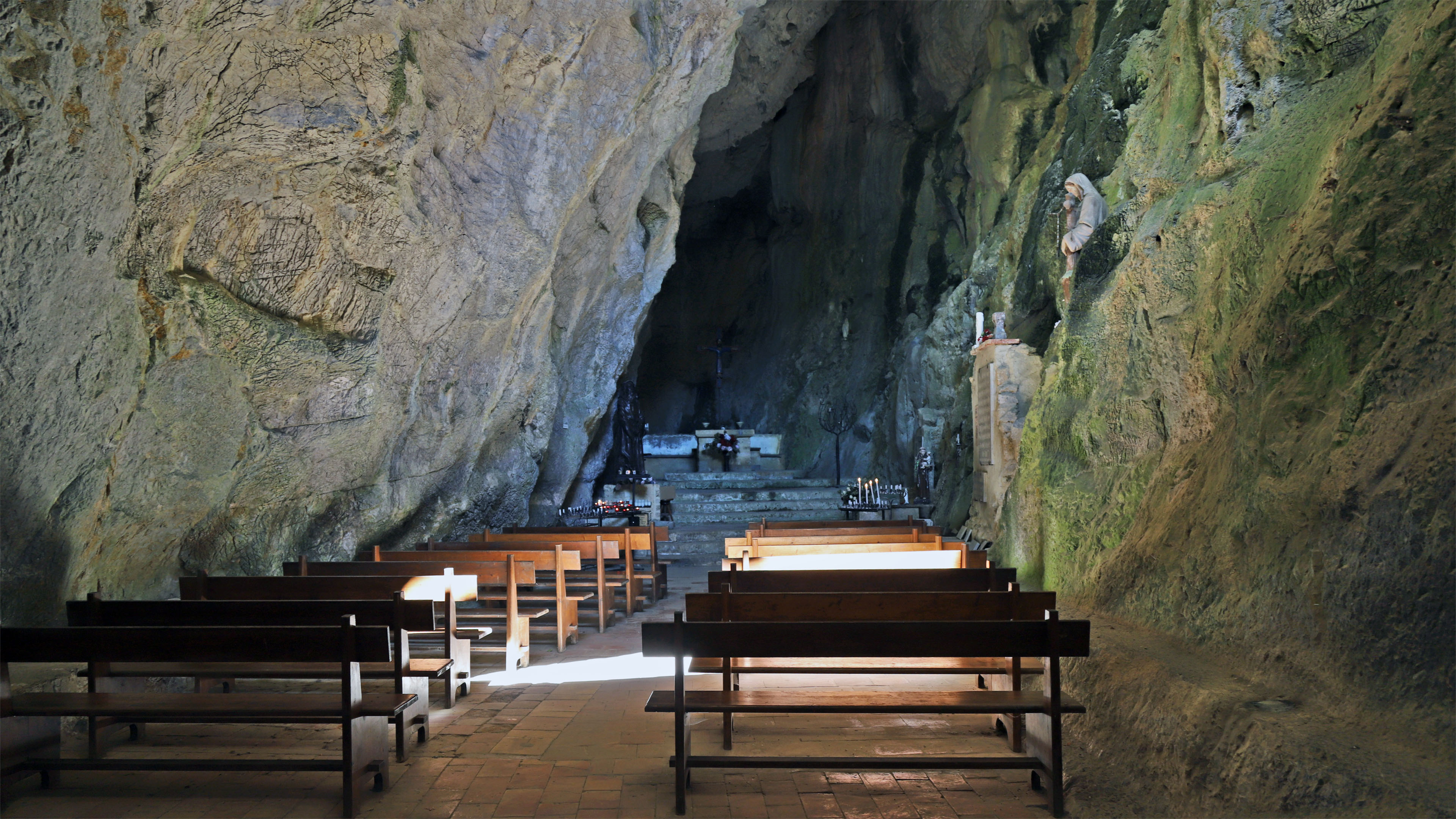
La chapelle.
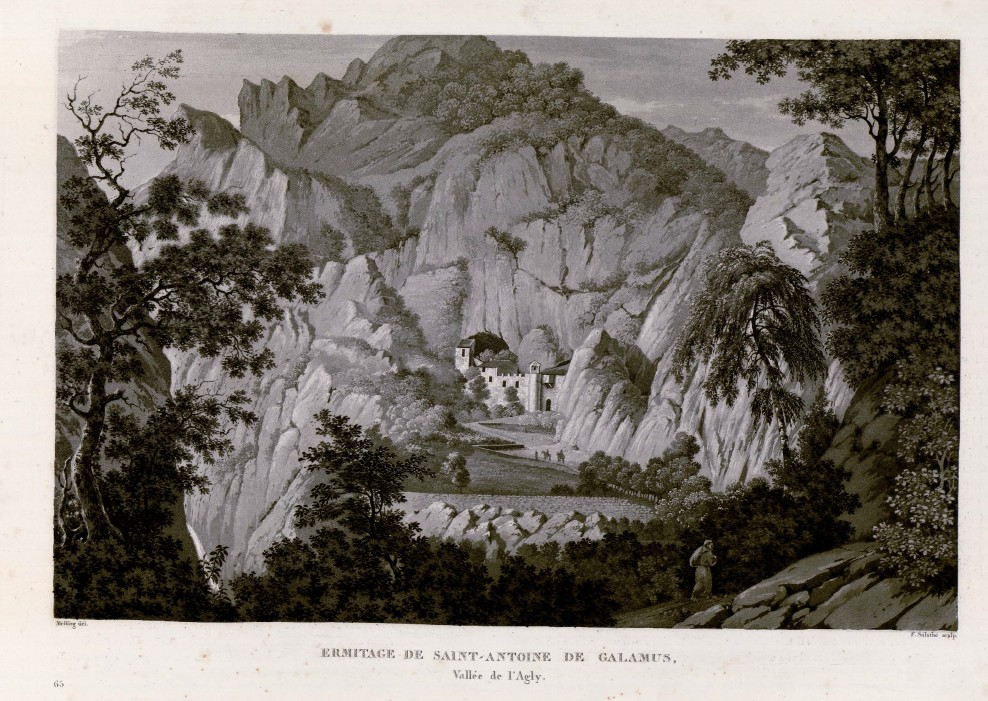
L'ermitage, par Melling (vers 1830).

### La route surplombant les gorges

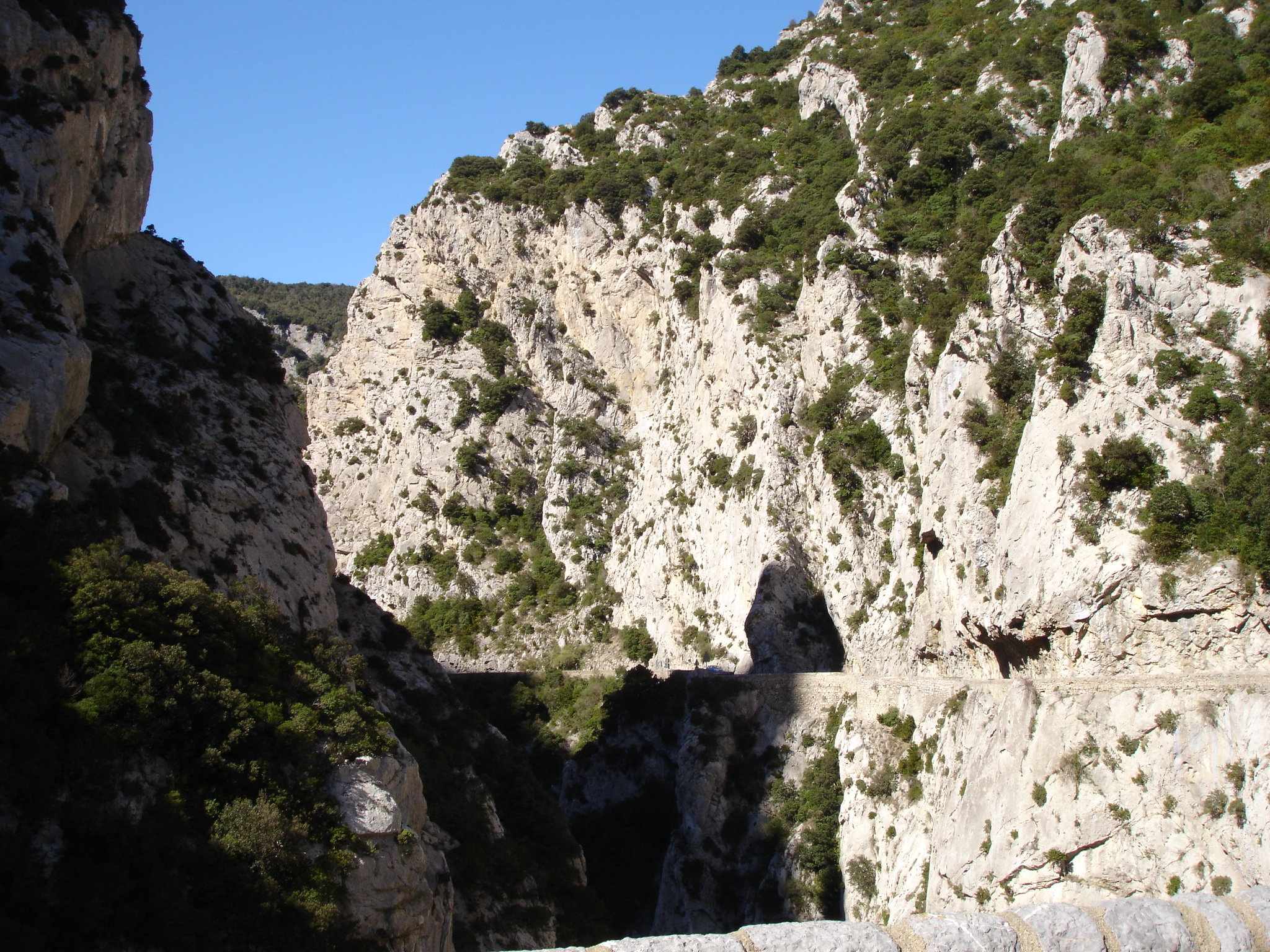
La route surplombant les gorges.

Les gorges étaient infranchissables jusque dans les années 1890 au cours desquelles la route a été construite à la barre à mine par des hommes attachés à des cordes.
Le quatrain suivant, en occitan, de Léonce Rives, a été gravé à l'entrée du tunnel ouvrant les gorges en 1892 :
« Dins aquel roc pelat que trauco la sabino
Oun l'aglo dins soun bol gausabo soul beni
Penjat per un courdel ambe la barromino
L'home coumo l'ausel a troubat un cami »
Qui veut dire :
« Dans ce roc pelé que troue la sabine
Où l'aigle dans son vol osait seul venir
Pendu par une corde avec la barre à mine
L'homme comme l'oiseau a trouvé un chemin »

## Traversée des gorges
La sortie des gorges au sud dans le département des Pyrénées-Orientales offre une vue panoramique sur le pic du Canigou.

### En voiture

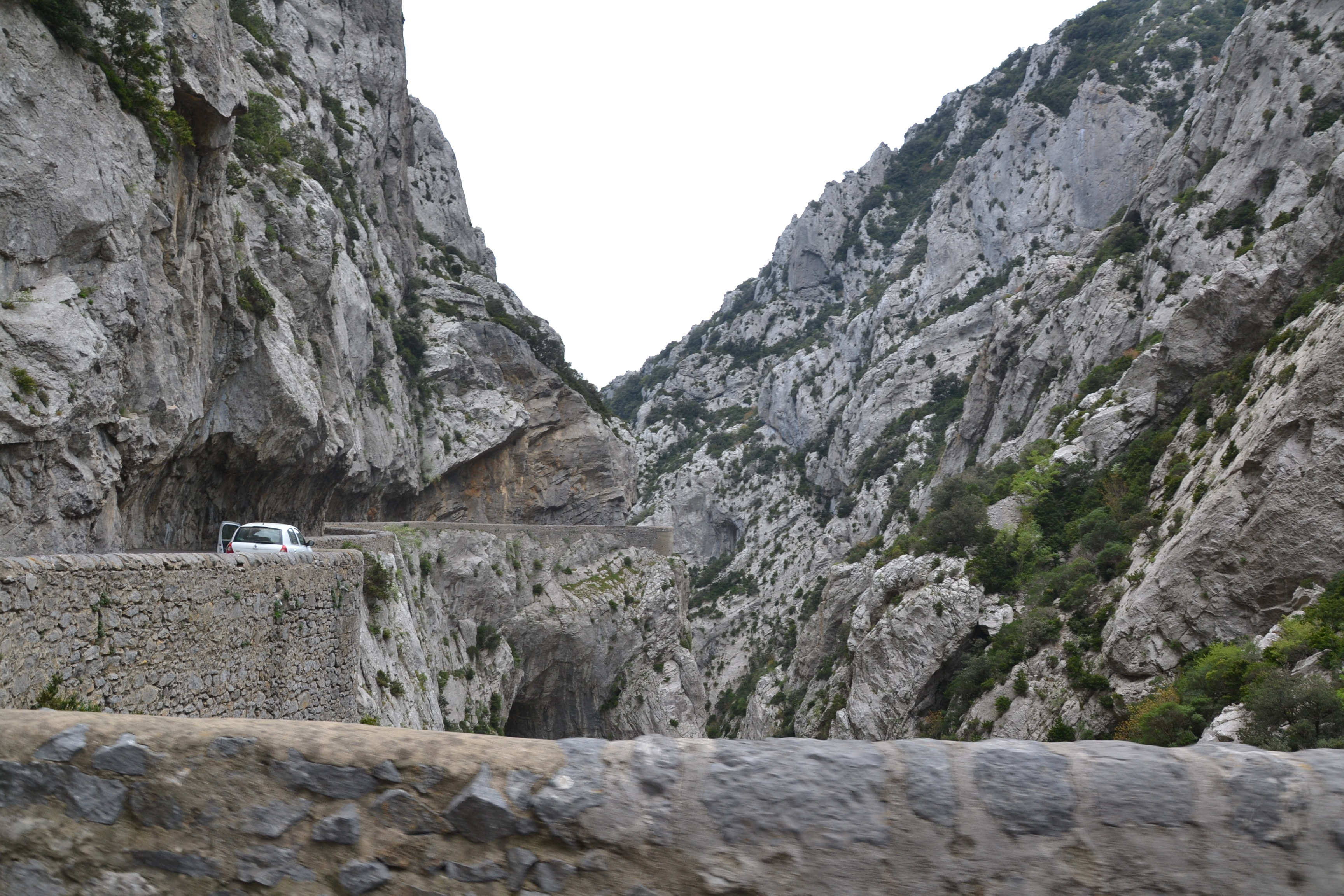
La D10 dans les gorges.

La route départementale D10 très étroite traverse les gorges de Galamus de part en part (D7 sur la commune de Saint-Paul de Fenouillet).
La traversée des gorges en voiture peut se pratiquer presque toute l'année. Ce lieu est très ou trop fréquenté en été. L'étroitesse de la route provoque de gros problèmes de circulation, qui est réglementée aux mois de juillet et d'août : un dispositif de circulation alternée est mis en place sur 1,5 km.
Du fait de l'étroitesse de la route, il est impossible de faire demi-tour une fois engagé. Le passage est interdit aux cars, poids lourds, voire aux camionnettes car la hauteur limite n'est que de 2,70 m. Le tunnel étant particulièrement bas, les bus en provenance du sud ne doivent pas tenter d'aller sur le dernier parking à une centaine de mètres du tunnel car ce dernier n'a une capacité que de quelques voitures ; tous les bus, minibus ou camping-cars doivent stationner dès le premier parking indiqué quelques centaines de mètres avant le tunnel. Pour les véhicules en provenance du nord, il n'y a aucun parking et le stationnement comme le demi-tour est impossible,.

### À pied
Le mieux est de parcourir les gorges de Galamus à pied (des navettes permettent le retour en véhicule) et, si l'on est courageux, de faire la randonnée qui offre des vues splendides sur les gorges et leurs alentours.

### En canyoning

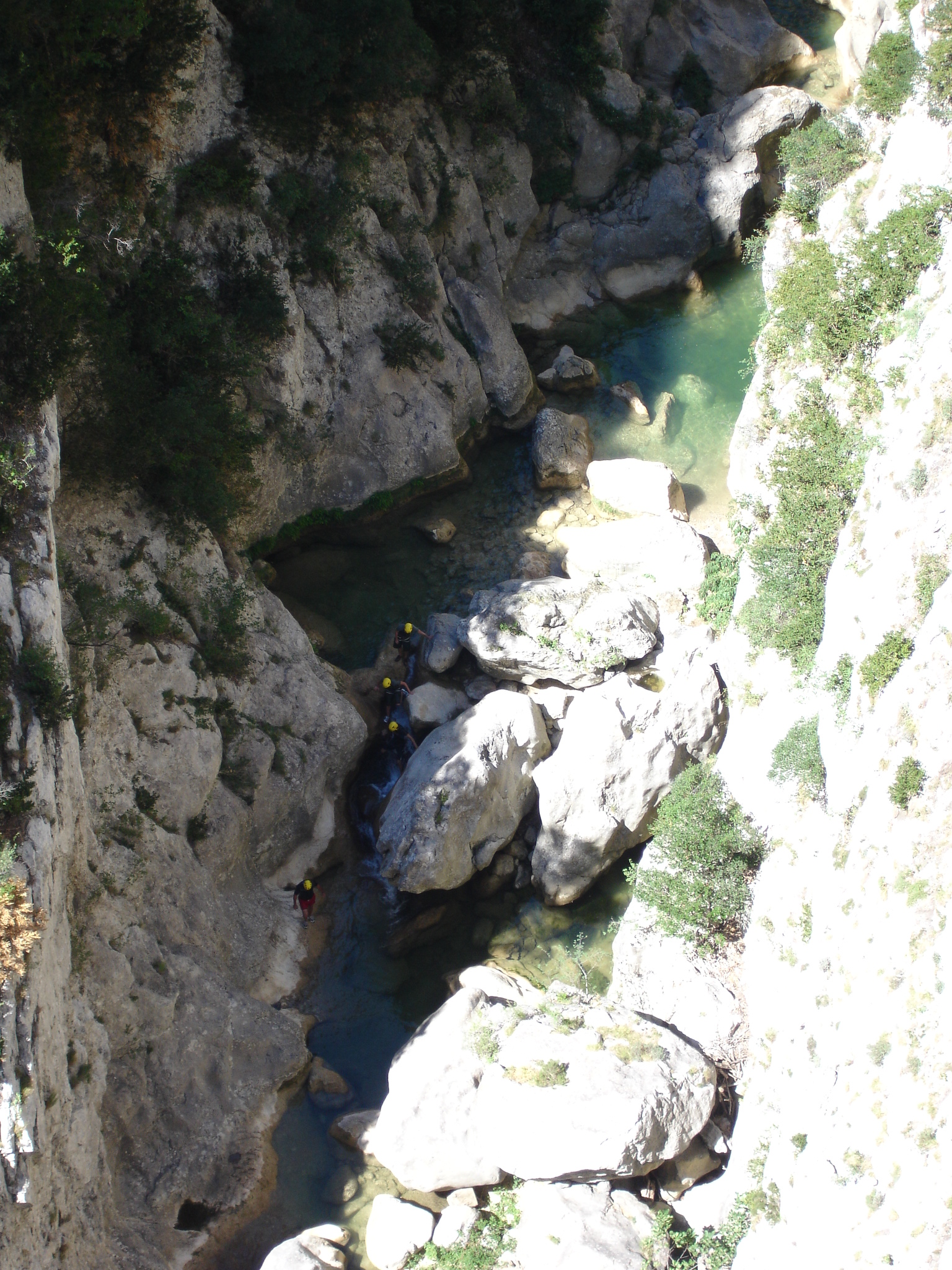
Le fond des gorges propice au canyoning.

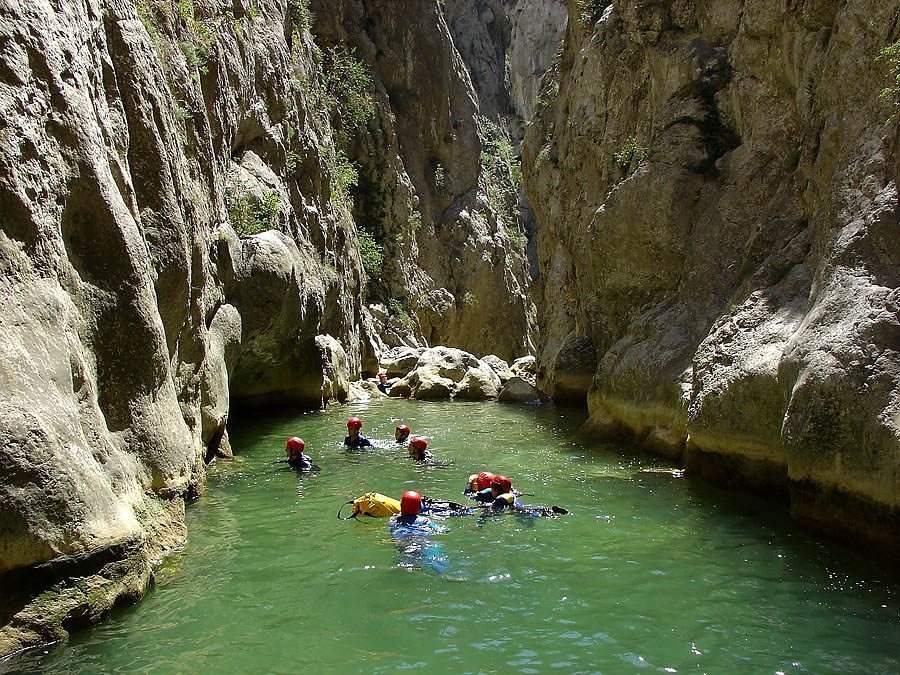
Canyoning dans les gorges de Galamus.

La descente de la rivière Agly en canyoning est possible et très plaisante, mais elle est réglementée par arrêté préfectoral 66 : la descente est autorisée chaque année du deuxième weekend d'avril au troisième weekend d'octobre entre 9 h et 17 h. L’accès au lit du canyon (cours d'eau) se fait par l'Aude sur la commune de Cubières-sur-Cinoble par un sentier aménagé à cet effet. La partie classée canyoning par la FFME V2A3II se trouve dans les Pyrénées-Orientales sur la commune de Saint-Paul-de-Fenouillet. La sortie s’effectue par une remontée en rive gauche qui aboutit sous le parking du Belvédère côté Saint-Paul-de-Fenouillet. 
À partir de là, l’accès en aval est interdit pour ne pas endommager (par le déplacement de limon dû au passage) la prise d'eau du village de Saint-Paul-de-Fenouillet.
Des guides moniteurs diplômés d'état en canyonisme proposent des descentes encadrées des gorges de Galamus.

## Classement

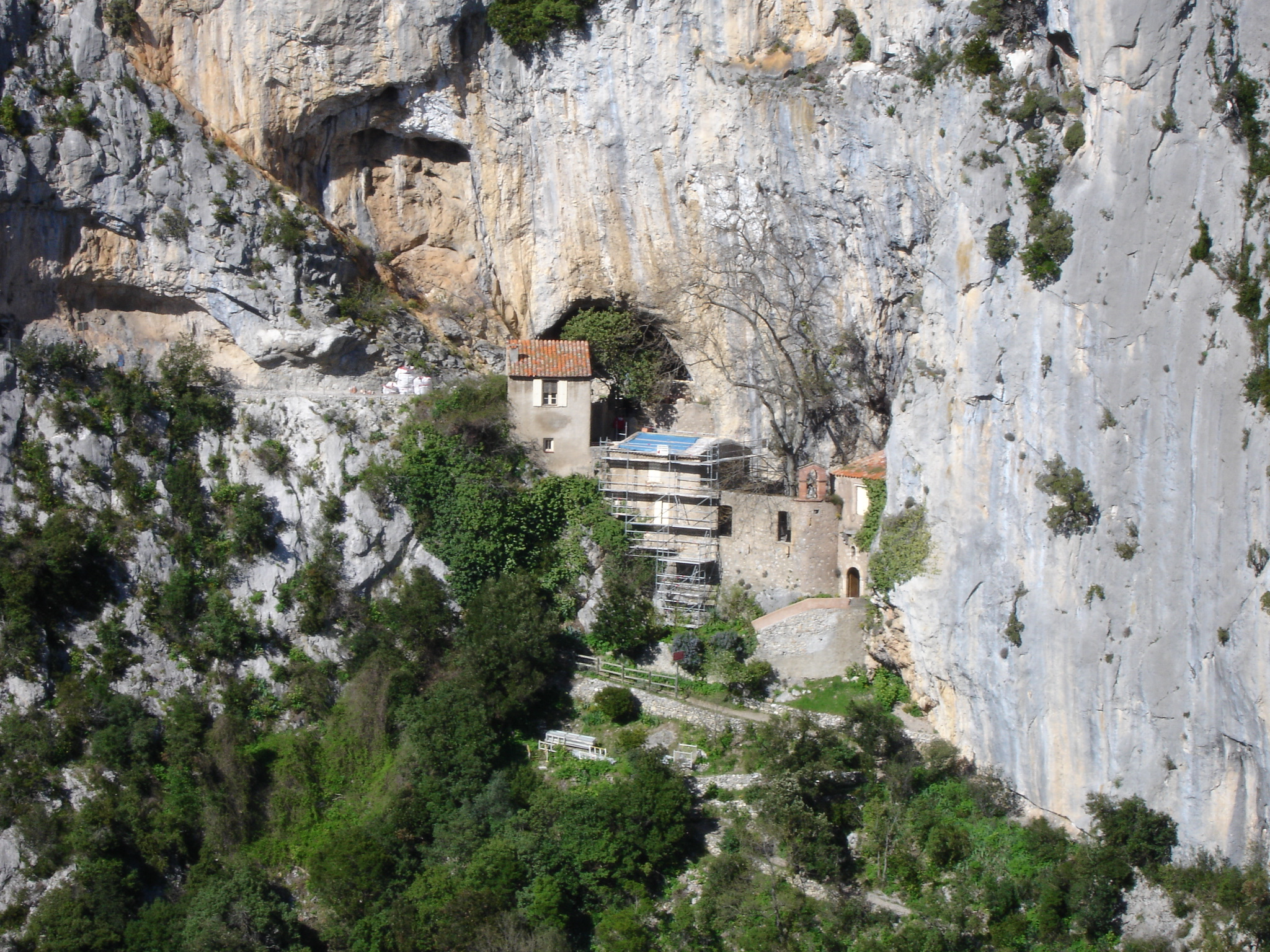
L'ermitage.

L'ermitage est classé depuis 1927, ainsi que environ 25 ha à son alentour.
Les gorges de Galamus sont incluses dans le « site du pech de Bugarach et de la crête nord du synclinal du Fenouillèdes », site classé depuis le  14 février 2017 et incluant les territoires des communes de Bugarach, Camps-sur-l'Agly, Cubières-sur-Cinoble, Cucugnan, Duilhac-sous-Peyrepertuse, Padern, Paziols, Rouffiac-des-Corbières, Saint-Louis-et-Parahou, Soulatgé (Aude), Caudiès-de-Fenouillèdes, Maury, Prugnanes, Saint-Paul-de-Fenouillet et Tautavel (Pyrénées-Orientales).